# Гад, Хадар
Хадар Гад (ивр. הדר גד‎, род. 1960, Эйн-Харод, Северный округ) — израильская художница.

## Биография
Хадар Гад родилась в кибуце Эйн Харод Меухад и выросла в Беэр-Шеве и кибуце Кармия. С 1981 по 1983 год она училась в Академии Гранд-Шомьер в Париже и с 1983 по 1987 год в Институте искусств и дизайна Авни в Тель-Авиве. Там она практиковала технику гравюры. В 1984, 1985 и 1986 годах она получала стипендии от Министерства образования Израиля. После окончания университета работала ассистентом в офортной мастерской Тель-Авивского дома художников. В 2016 году она стала лауреатом Премии Министерства культуры от Министерства культуры и спорта Израиля.
На протяжении многих лет Гад преподавала живопись и рисунок в нескольких местах, включая Центр искусств Мейерхоффа и Тель-Авивский музей изобразительных искусств. С 2022 года она является художественным куратором «Hamussach», литературно-художественного журнала Национальной библиотеки Израиля. Она занимает должность руководителя художественного отдела в Центре совместного искусства Гиват-Хавива.

## Карьера в искусстве
На персональной выставке 2011 года в галерее изящных искусств Ротшильда Гад представила интерьерные картины, в которых основное внимание уделялось самым обыденным предметам, таким как разбросанное нижнее бельё, блюдце с использованными чайными пакетиками и раковина, полная посуды. На картинах предметы трансформировались в места боли и радости, личные воспоминания, содержащие в себе эти переживания. В другой серии, посвящённой, казалось бы, тривиальным, но символичным предметам, представлены солонка с надписью «соль земли», старинное серебряное блюдо с купюрами и монетами, пакет молока и банка мёда из Пардес-Ханы, размещённые на небольшой карте Израиля, порции фаршированной рыбы на фарфоровых тарелках. Куратор выставки Ирена Гордон описывает её работы как ироничные и лиричные, а также создаёт портрет «израильскости» через точное и остроумное «Я».
Начиная с 2007 года в течение одиннадцати лет Гад еженедельно посещала кладбища Изреельской долины и создала серию картин, в частности, о кладбище кибуца Эйн-Харод, где она родилась и где похоронены её бабушка и дедушка, Арье Гад и Эстер Будко, сестра художника Йозефа Будко. Работы в целом связаны с мифом о кибуце, идеалами поселенцев и местом кладбищ, траура и памяти в раннем израильском обществе. Отношение самой Гад к смерти и памяти сочетается с её стремлением к красоте и искуплению. В 2009 году она представила коллекцию своих работ на эту тему на персональной выставке «Блок, секция, ряд» в Музее искусств «Мишкан».
В 2012 году Гад представила серию картин «Пардес» (фруктовый сад) на персональной выставке в Галерее изящных искусств Ротшильда. Это сад, связанный с её воспоминаниями о детских поездках в Эйн-Харод. Она рисовала на первом кладбище Эйн-Харод, расположенном в Гидоне у подножия гор Гильбоа, и на кладбище Эйн-Харод-Меухад. В то же время она описывает ландшафт Изреельской долины, раскинувшейся у подножия холма Куми, у подножия которого расположен кибуц.
В 2017 году Гад представила свою индивидуальную выставку «Red» в Галерее изящных искусств Ротшильда в Тель-Авиве. Серия картин посвящена кибуцу Эйн Харод и психиатрическому центру Шаар-Менаше. Кибуц Эйн Харод находится в самом сердце израильского консенсуса, в то время как Шаар-Менаше является отвергнутым и подавленным. Гад делает наброски карандашом на красных масляных холстах и использует для создания своих работ универсальный нож, который на иврите называют японским ножом, время от времени добавляя к красному жёлтый цвет и создавая впечатление внутреннего сгорания. Красный цвет символизирует предупреждение, сигнализирует об угрозе. Свет является метафорическим благом, будь то в религии или политике.
В 2021/2022 году Гад приняла участие в выставке «Загробная жизнь» в Еврейском музее на Манхэттене. Выставка посвящена произведениям искусства, награбленным нацистами во время Второй мировой войны, некоторые из которых были обнаружены и возвращены законным владельцам или музеям. Гад была одной из четырёх современных художников, которым было поручено обратиться к этой теме. На основе архивных фотографий руин еврейских ценностей, будь то религиозные жилища или объекты памяти, такие как книги и рисунки, Гад создала большие работы, которые исследуют связь между памятью и местом. На неё также оказало влияние судьба её дяди во Второй Польской Республике, и она изобразила Большую синагогу, которая существовала в Вольном городе Данциге и была снесена в мае 1939 года.

## Галерея

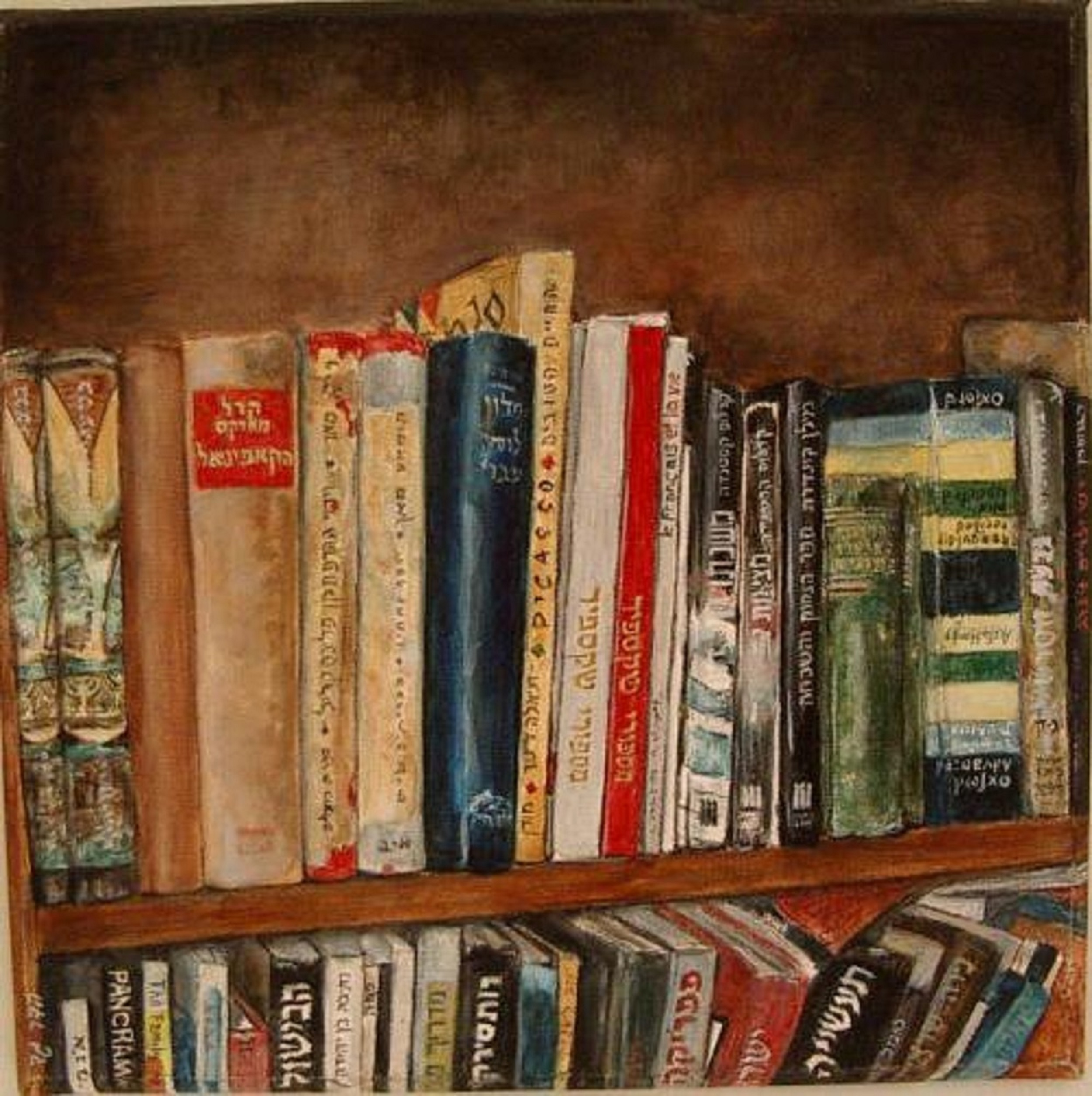
Интерьерная серия, холст, масло, 30x30, 2000
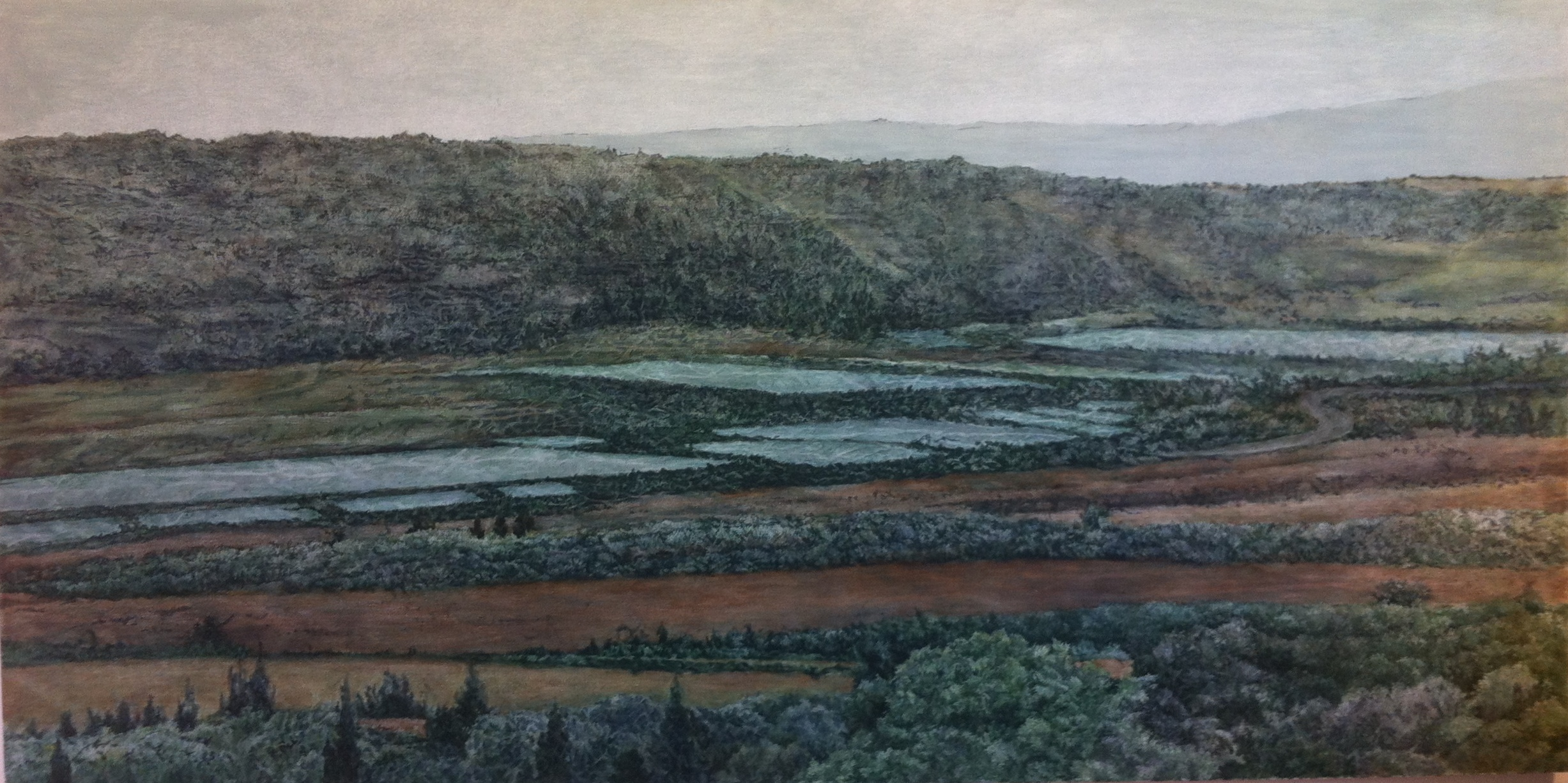
Куми, холст, масло, 100x200, 2012
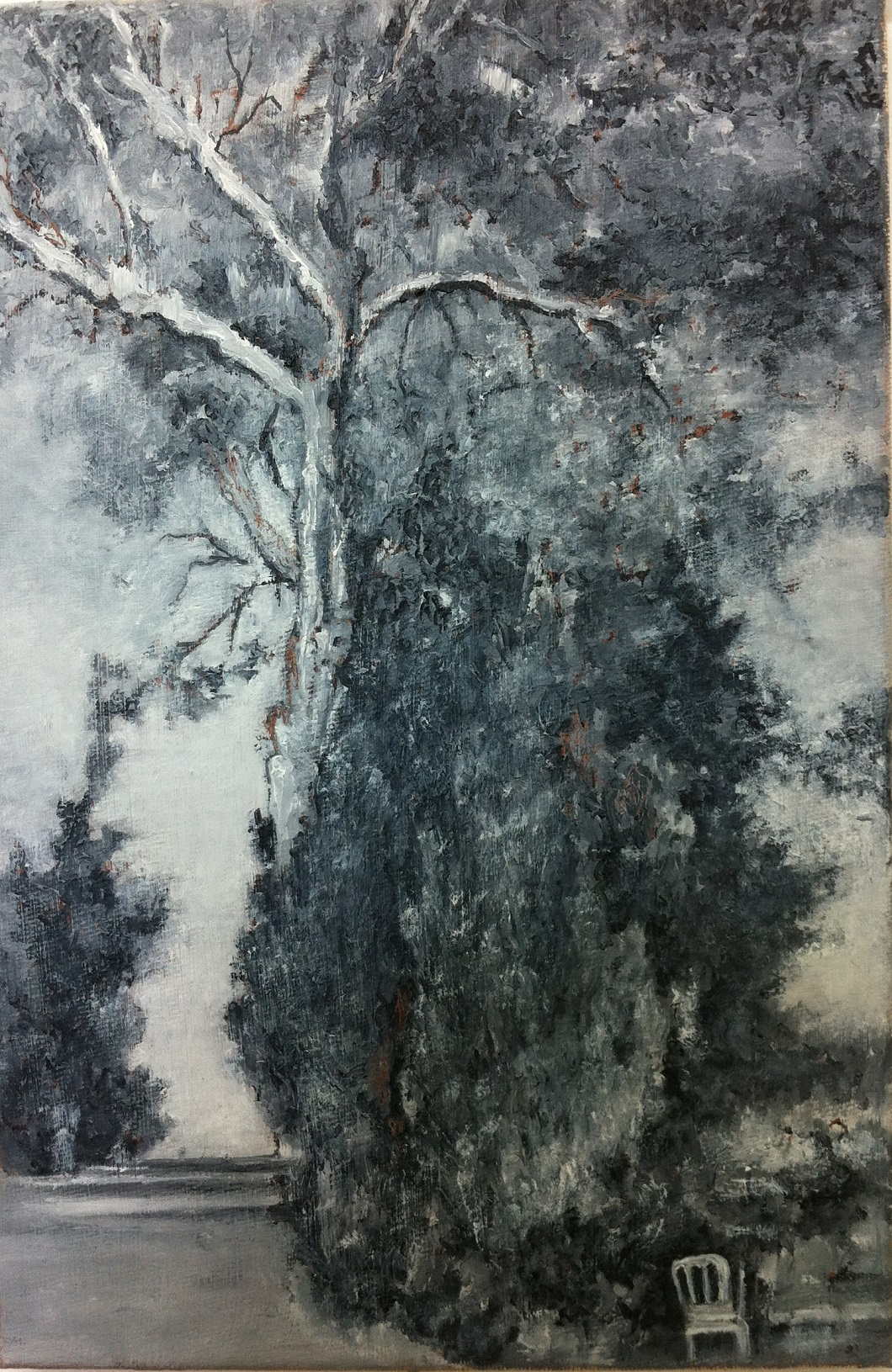
Эйн Харод, холст, масло, 30x20, 2013
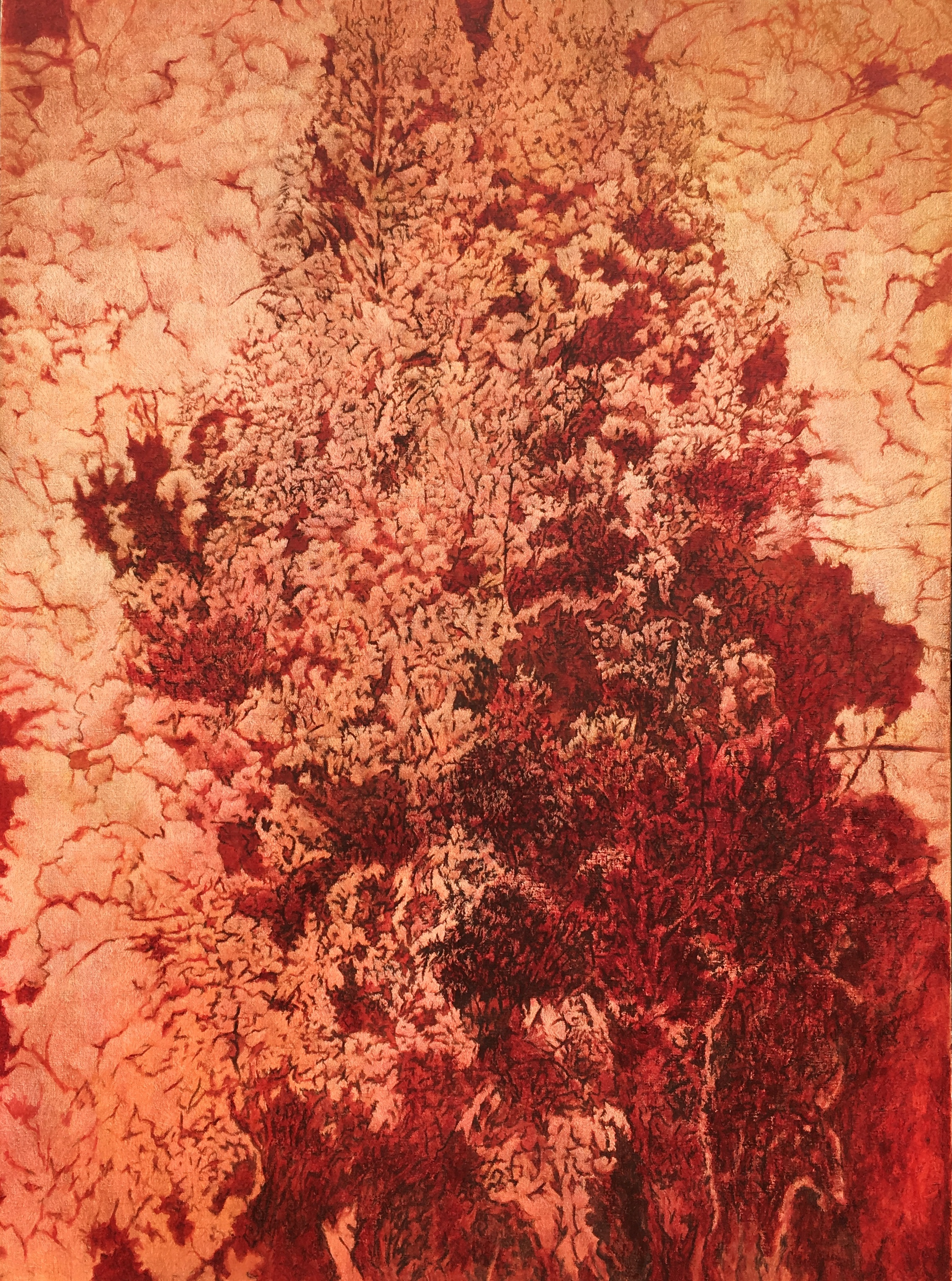
Красная серия, холст, масло, 196x145, 2017
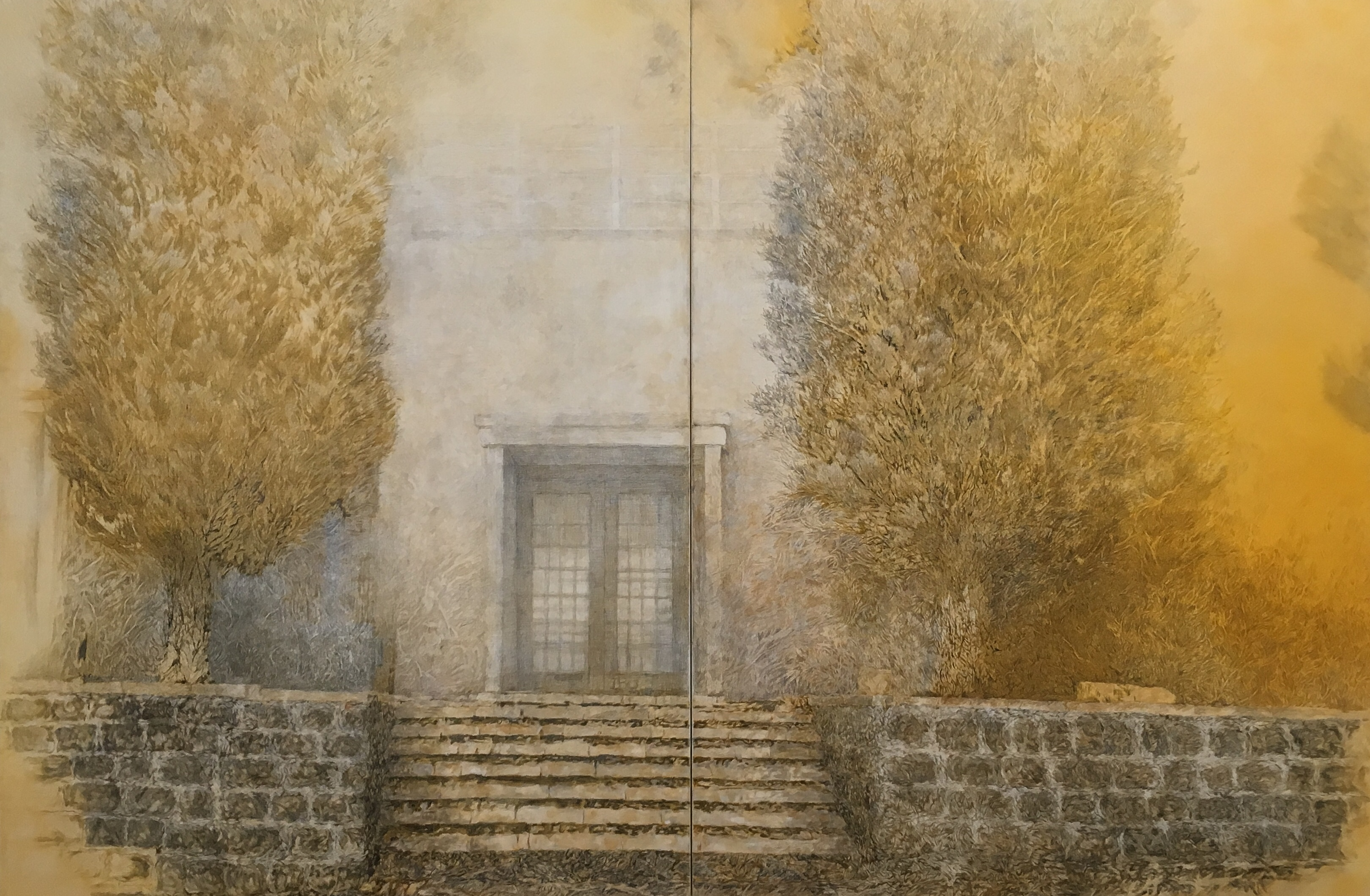
Эйн Харод, масло и карандаш на холсте, диптих, 200x300, 2018–19
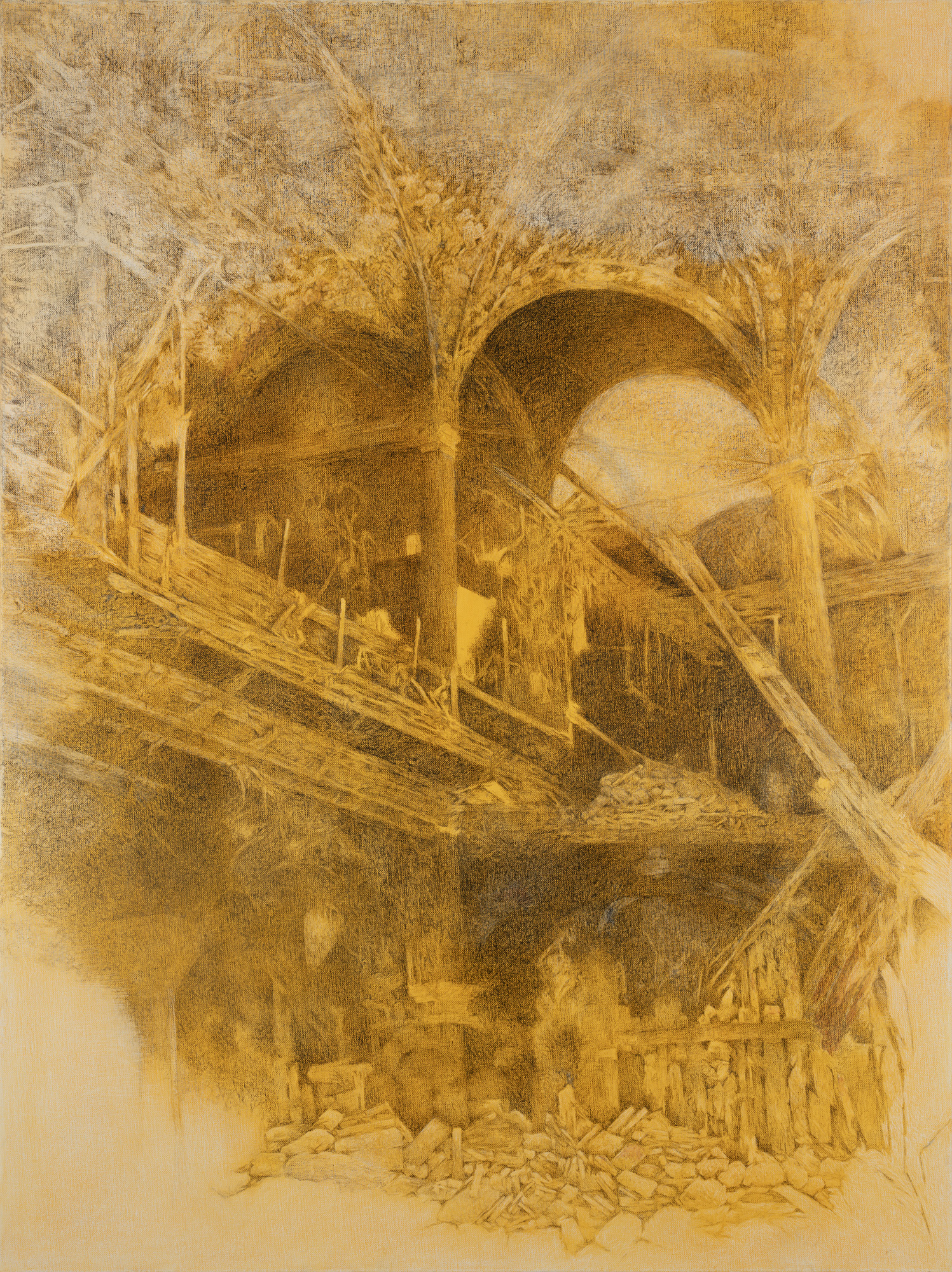
Польский ландшафт, 200x150, 2020